# NGC 1550
NGC 1550 est une galaxie lenticulaire située dans la constellation du Taureau. NGC 1550 a été découverte par l'astronome germano-britannique William Herschel en 1785. Cette galaxie a aussi été observée par l'astronome prussien Heinrich d'Arrest le 29 décembre 1861 et elle a été ajoutée au New General Catalogue sous la désignation NGC 1551.

## Caractéristiques
Sa vitesse par rapport au fond diffus cosmologique est de 3 633 ± 18 km/s, ce qui correspond à une distance de Hubble de 53,6 ± 3,8 Mpc (∼175 millions d'al).
À ce jour, une mesure non basée sur le décalage vers le rouge (redshift) donne une distance d'environ 83,500 Mpc (∼272 millions d'al). Cette valeur est loin à l'extérieur des valeurs de la distance de Hubble. Notons que c'est avec la valeur moyenne des mesures indépendantes, lorsqu'elles existent, que la base de données NASA/IPAC calcule le diamètre d'une galaxie. 

## Groupe de NGC 1550
NGC 1550 est la galaxie la plus brillante d'un groupe de galaxies qui porte son nom. Le groupe de NGC 1550 comprend au moins 7 autres galaxies : NGC 1542, UGC 2994, UGC 2998, UGC 3002, UGC 3004, UGC 3010 et PGC 14744.